# S'ha Acabat!
|  | No s'ha de confondre amb l'agrupació d'electors europea «S'ha acabat la festa», de l'analista polític i agitador ultradretà espanyol Alvise Pérez. |

S'ha Acabat! - Joves per la Defensa de la Constitució (S!, o simplement S'ha Acabat!) és una associació juvenil espanyolista d'àmbit territorial català. És la primera associació catalana formada per joves de caràcter constitucionalista i defensora de l'Estatut d'Autonomia com a element clau per a preservar els drets de tots els ciutadans de Catalunya i la convivència amb la resta d'espanyols.
L'entitat neix de la inconformitat i les discrepàncies amb la junta directiva de Societat Civil Catalana. La situació ocasiona que Josep Lago, expresident de la sectorial juvenil, dimiteixi del seu càrrec i impulsi, al costat d'altres exmembres de Joves de Societat Civil Catalana, una associació independent i transversal.

## Mobilitzacions
El 8 d'octubre de 2018 S'ha Acabat! va organitzar la seva primera mobilització a la Plaça Sant Jaume de Barcelona, recuperant l'esperit de la manifestació "8-O" convocada a l'octubre de 2017 per Societat Civil Catalana. Va comptar amb l'assistència de centenars de manifestants. S'ha Acabat! va participar en la manifestació al centre de Barcelona pel Dia de la Hispanitat del 12 d'octubre a 2018, i va rebre el suport i el reconeixement d'altres associacions constitucionalistes. També va participar en la celebració del Dia de la Constitució Espanyola del 6 de desembre de 2018.
Així mateix, S'ha Acabat! va organitzar al febrer de 2019 una concentració davant de la Delegació del Govern a Catalunya com a protesta als 21 punts de negociació entre el President del Govern d'Espanya, Pedro Sánchez, i el President de la Generalitat de Catalunya, Quim Torra. En aquesta mobilització S'ha Acabat! va aconseguir unir fins a 16 entitats constitucionalistes.
D'altra banda, en col·laboració amb altres entitats com Aixeca't-Levántate, Cataluña por España i Impulso Ciudadano, S'ha acabat! va impulsar la iniciativa Lloc Net, Joc Net per denunciar a les juntes electorals la presència de símbols independentistes en espais de titularitat pública durant el període electoral. Aquest projecte va aconseguir registrar centenars de denúncies i va influir positivament en el constitucionalisme.

## Polèmiques
El desembre de 2018 l'entitat va començar una campanya a la Universitat Autònoma de Barcelona eliminant símbols partidistes i independentistes de les parets de la universitat, fet que va provocar una reacció mediàtica tant a xarxes socials com a diferents diaris digitals. Dies després d'aquesta acció, diversos membres de l'associació van rebre amenaces de mort i insults durant una parada informativa de S'ha Acabat! a la Universitat Autònoma de Barcelona, i posteriorment van rebre el suport de totes les forces polítiques de l'arc constitucionalista.
L'11 d'abril de 2019, en un acte organitzat pel col·lectiu a la mateixa universitat sobre Europa, els populismes i els nacionalismes, al qual van assistir polítics com la candidata a les eleccions del 28-A Cayetana Álvarez de Toledo o els candidats a l'Ajuntament de Barcelona Manuel Valls i Josep Bou, va ser boicotejat per col·lectius de l'extrema esquerra independentista, i es van produir atacs i insults als assistents a l'acte organitzat per S'ha Acabat!, poques setmanes abans de les eleccions generals espanyoles de 2019. Aquests fets van rebre la condemna de totes les forces polítiques constitucionalistes espanyoles i van rebre cobertura per part de tots els mitjans de comunicació, tant a nivell autonòmic com estatal.
Hi va haver una onada de solidaritat cap a l'associació constitucionalista que es va traduir en la petició a les xarxes de la dimissió de la rectora de la Universitat Autònoma de Barcelona, Margarita Arboix, a causa de no haver permès l'entrada dels Mossos d'Esquadra al campus mentre els assistents a l'acte estaven sent presumptament agredits.
El dimecres 6 d'octubre del 2021 va viure una sèrie d'enfrontaments entre el grup espanyolista i alguns estudiants pertanyents al sindicat SEPC arrel d'un punt informatiu de S'ha Acabat. Al voltant de les 10.30 hores, un centenar de persones vinculades al SEPC i altres grups antifeixistes van mobilitzar-se fins a arribar al punt informatiu dels membres de l'associació que asseguren que “són els mateixos que van de la mà d'organitzacions feixistes i criminalitzen a qui lluita per la defensa de la universitat pública” i que defensaven aspectes com la impartició de classes en castellà. Una entitat que va agrupar alguns diputats i membres de Ciutadans i Vox, que es van desplaçar al campus per donar-los suport. Els membres de seguretat de la Universitat Autònoma van intentar posar fre als enfrontaments, que van acabar amb la parada informativa malmesa i desmuntada. La UAB va rebutjar aquesta situació de tensió i va lamentar la “instrumentalització ideològica del campus per part de determinats partits polítics”. Aquesta posició equidistant va ser criticada, tant pel SEPC que l'acusa de concedir la presència de policia secreta i “protegir l'extrema dreta i atemorir l'antifeixisme”, com per l'associació que denuncia que hagi permès aquesta mobilització d'estudiants.

### Acusacions d'ultradreta
Diverses organitzacions d'esquerres i catalanistes han acusat a l'associació de ser d'extrema dreta o de tenir contactes amb membres de l'extrema dreta. Durant les protestes organitzades el 25 de novembre del 2021 on hi van participar mig centenar de persones, entre elles Carlos Carrizosa de Ciutadans, Antonio Gallego en representació del partit d'extrema dreta VOX, Josep Bou del PP i Fernando Sánchez Costa de SCC, el SEPC va denunciar l'acte: "És inadmissible que una universitat pública permeti que partits d'ultradreta facin actes al campus". Guanyem Cerdanyola també va protestar sobre l'acte titllant-lo de provocació donant suport a les manifestacions contràries a l'acte on presumptament hi havien persones membres de l'ultradreta catalana.
El 6 de març de 2023, Alberto Tarradas, llavors diputat de Vox al Parlament de Catalunya, publicà al seu compte d'Instagram una fotografia al Valle de los Caídos amb el missatge “el patriotisme és alegria”, i acompanyant-lo en una de les fotografies apareixia també Júlia Calvet, llavors presidenta de l'associació juvenil espanyolista S'ha Acabat!, en la qual també hi apareixia el militant de Vox Iván Cánovas.